# Drenye (Horvátország)
Drenye (régi magyar neve Drenóc, horvátul: Drenje) falu és község Horvátországban, Eszék-Baranya megyében.

## Fekvése
Eszéktől légvonalban 36, közúton 58 km-re délnyugatra, Diakovártól légvonalban 12, közúton 15 km-re északnyugatra, Szlavónia középső részén, a Szlavóniai-síkság és a Krndija-hegység keleti lejtőinek határán, Mandićevac, Kućanci Đakovački és Slatinik Drenjski között fekszik.

## A község települései
A községhez közigazgatásilag Borovik, Bracsevce (Bračevci), Bucsje (Bučje Gorjansko), Drenye (Drenje), Kucsance (Kućanci Đakovački), Mandićevac, Paljevina, Podgorje Bračevačko, Potnjani, Preszlatince (Preslatinci), Pridvorje és Szlatinik (Slatinik Drenjski) települések tartoznak.

## Története
Az „Ugljara” lelőhely régészeti leleteinek tanúsága szerint itt már az őskorban éltek emberek. A szakemberek az újkőkor középső részét lezáró Sopot kultúra leleteit azonosították ezen a helyen. A temető területén talált ókori leletek arra utalnak, hogy itt a római korban egy villagazdaság (villa rustica) épületei álltak.
A település neve a középkorban, 1406-ban hegy neveként bukkan fel először „Mons Drenowch” alakban. Településként 1434-ben említik először a boszniai püspökség birtokaként „possessio episcopalis Drenowch” néven. A középkorban ez egy erősen dombos, sűrű erdőkkel borított terület volt, ezért a természet adta feltételek a szőlőtermesztés fejlődését tették lehetővé. A török 1536-ban szállta meg ezt a területet. A török uralom idején birtokosa a diakovári pasa volt. A török kiűzése után 16 lakott házat számláltak a településen. Fejlődésének alapja a 18. században is a szőlőtermesztés volt. Babić, Ćolnić és Mandić püspökök a közeli Mandićevac-hegyen újabb szőlőültetvényeket létesítettek, melynek műveléséhez a faluba szőlőmunkásokat telepítettek. 1758-ban a faluban 34 lakott ház állt.
Az első katonai felmérés térképén „Drenie” néven található. Lipszky János 1808-ban Budán kiadott repertóriumában „Drenye” néven szerepel. Nagy Lajos 1829-ben kiadott művében „Drenye” néven 70 házzal, 403 katolikus vallású lakossal találjuk. A 19. század második felében 1870 és 1890 között Bácskából negyven német és magyar család települt be.
A településnek 1857-ben 439, 1910-ben 809 lakosa volt. Verőce vármegye Diakovári járásának része volt. Az 1910-es népszámlálás adatai szerint lakosságának 36%-a német, 34%-a horvát, 27%-a magyar anyanyelvű volt. Az első világháború után 1918-ban az új szerb-horvát-szlovén állam, majd később (1929-ben) Jugoszlávia része lett. A partizánok 1944-ben elüldözték a német és magyar lakosságot, a helyükre a háború után főként Zriny vidékéről érkezett horvátok települtek. 1991-től a független Horvátországhoz tartozik. 1991-ben lakosságának 94%-a horvát nemzetiségű volt. 2011-ben a falunak 583, a községnek összesen 2700 lakosa volt.

## Lakossága
| Lakosság változása | Lakosság változása | Lakosság változása | Lakosság változása | Lakosság változása | Lakosság változása | Lakosság változása | Lakosság változása | Lakosság változása | Lakosság változása | Lakosság változása | Lakosság változása | Lakosság változása | Lakosság változása | Lakosság változása | Lakosság változása |
| ------------------ | ------------------ | ------------------ | ------------------ | ------------------ | ------------------ | ------------------ | ------------------ | ------------------ | ------------------ | ------------------ | ------------------ | ------------------ | ------------------ | ------------------ | ------------------ |
| 1857               | 1869               | 1880               | 1890               | 1900               | 1910               | 1921               | 1931               | 1948               | 1953               | 1961               | 1971               | 1981               | 1991               | 2001               | 2011               |
| 439                | 641                | 705                | 698                | 724                | 809                | 766                | 780                | 813                | 856                | 810                | 801                | 759                | 777                | 680                | 583                |

## Gazdaság
A helyi gazdaság alapját a mezőgazdaság képezi. A mérsékelt éghajlat, a dombos táj és az árvíz elleni vízszabályozás, valamint a Bučje Gorjanski melletti új tó, amelynek elsődleges feladata a vízrendszer, az árvízvédelem és az öntözés szabályozása, minden bizonnyal olyan dolgok, amelyek kedvező feltételeket biztosítanak a szántóföldi gazdálkodáshoz. A gazdaság ezen részének fejlődését bizonyítja az a tény, hogy a községben több mint száz kis, közepes és nagy mezőgazdasági üzem működik. A település szőlőtermesztéséről, szőlő- és bortermeléséről is ismert. Több mint hatvan kis és közepes vállalkozás foglalkozik a községben szőlőtermesztéssel. A szőlőtermesztés fejlesztése ebben a régióban Antun Mandić püspök nevéhez fűződik, aki számos szőlőültetvényt létesített a településen és környékén. Az állattenyésztést a szarvasmarha, a sertés, a baromfi, a juh és a kecsketenyésztés képviseli. A szlavóniai legelők és rétek lehetővé teszik az egyre népszerűbb biogazdálkodást is. Egyéb mezőgazdasági ágazatok, amelyek kevésbé képviseltetik magukat, de jövedelmezőségük miatt egyre népszerűbbek, a méhészet, a gyümölcstermesztés, a zöldségtermesztés, az ökológiai termelés, a dísznövények és a gyógynövények termesztése.

## Nevezetességei
Szent Mihály arkangyal tiszteletére szentelt római katolikus plébániatemplomát 1777-ben építették. A plébániát 1785-ben alapították. A plébániatemplomot 1964-ben bővítették. Az egyhajós épület, a hajónál keskenyebb félköríves apszissal és a szentély északi oldalához csatlakozó sekrestyével rendelkezik. A sokemeletes harangtorony a felső emeleten íves ablaknyílásokkal van tagolva, és harang alakú sisakkal lezárva. Az oldalsó homlokzatokat szegmentált ablaknyílások tagolják, amelyek sekély ablakkerettel rendelkeznek. A homlokzatokat lizénák osztják további részekre. A templom téglából épült, cserepekkel borított nyeregtetővel. A templom belseje késő barokk berendezéssel van felszerelve.

## Kultúra
A KUD „Drenjanci” kulturális és művészeti egyesületet 1979-ben alapították a helyi hagyományok, népdalok és néptáncok megőrzésére és bemutatására. Ma mintegy száz aktív és száz támogató tagja van. A tagok három folklór és színjátszó, valamint egy tambura szekcióban tevékenykednek. Számos hazai és külföldi fesztiválon felléptek már. A Prágában megrendezett 2. nemzetközi Grand Prix folklórszemlén 7 ország 14 együttese közül az első helyezést érték el.

## Oktatás
A falu első iskoláját még 1850-ben alapította Strossmayer püspök. Az 1877/78-as tanévben 53 tanuló látogatta az intézményt. 1956-ban rossz állapota miatt a régi iskolaépületet le kellett bontani, az iskola új épülete 1960-ban készült el. 1999-ben az épületet bővíteni kellett, 2009-ben pedig megépült az új tornaterem. A 2011/12-es tanévben megkezdődtek az új iskolaépület építési munkái, ahol az oktatás a 2013/14-es tanévben indult meg. Az 1981/82-es tanévtől az intézménynek 7 területi iskolája működik Bračevci, Kućanci Đakovački, Mandićevac, Paljevina, Pridvorje, Potnjani és Slatinik Drenjski településeken.

## Sport
- Az NK Zrinski Drenje labdarúgóklubot 1983-ban alapították. Jelenleg a csapat a megyei 3. ligában szerepel.
- ŠRU Drenje sporthorgász egyesület

## Egyesületek
- DVD Drenje önkéntes tűzoltóegylet
- LD „Sokol” Drenje vadásztársaság.